# تی بان
تی بان (خمر: ទៀ បាញ់؛ زادهٔ ۵ نوامبر ۱۹۴۵) فرمانده نظامی و سیاست‌مدار اهل کامبوج است، که هم‌اکنون به‌عنوان وزیر دفاع کامبوج فعالیت می‌کند.